# Бої за Горлівку (1918)
Бій за Горлівку — військові дії між Армією УНР та частинами радянської маріонеткової «Донецько-Криворізької республіки» за контроль над одним з найбільших політичних і економічних центрів Донбасу — Горлівкою, що тривали 25–27 квітня 1918 року. Протистояння відбувалось в ході боїв за Донецький басейн.

## Історія
23 квітня 1918 головнокомандувач 3-ї армії РСЧА Чакванай вислав з Горлівки ненадійні для більшовиків частини до Луганська. Навколо міста і селищ була створена лінія оборони: Олександрівка, Іванопілля, Олександрово, Зайцеве, Климовські хутора.
24 квітня 1918 частини Слов'янської групи військ УНР під командуванням генерала Володимира Сікевича підійшли до околиці Горлівки і зупинилися на відпочинок в одній з балок. У напрямку до Горлівці був висланий розвідувальний загін на чолі з хорунжим Бабенко. Ближче до 15 години розвідувальний загін повернувся в розташування і доповів генералу Володимиру Сікевичу:
У напрямку до Горлівки з Дебальцевого йшла велика група військ колишньої Російської імператорської армії яка перейшла на бік більшовиків, нею командували Єгоров і Лазарєв, група налічувала приблизно 40 тисяч. Також більшовики вели переговори з шахтарями, щоб ті перейшли на їхній бік, навколо Горлівки, Микитівки розставлена артилерія готова вести вогонь прямою наводкою.
Після цього відбулися збори групи, на яких більшість командирів і козаків підтримали ідею наступу на Горлівку. Після зборів Сікевич разом з командиром артилеристів Одинцем обрали позиції в околицях Горлівки для ведення дальнього і ближнього артилерійського вогню. Кінноті під командуванням Ляховича Сікевич наказав приготуватися до майбутнього бою. Для кожної групи було дано наказ зайняти Горлівку, Микитівку, Ртутний завод.

Вночі розвідка донесла, що більшовики знають розташування Слов'янської групи та чекають її наступу, і збираються на світанку кіннотою чисельністю тисячі вершників вдарити по позиції козаків. Тільки почало світати, кіннота під командуванням Ляховича виступила на зустріч більшовицький кінноті з криками: 
За Україну! За її свободу! За славу козацьку!
Бій тривав півгодини, кіннота більшовиків відступила. Розгромивши ворожу кінноту, козаки оточили з усіх боків ліве крило ворожих позицій і продовжували переслідування. Відразу після початку бою була пошкоджена залізниця, що завадило противнику відступити потягами. Почалася артилерійська перестрілка, водночас німці повели наступ бойовим строєм на позиції більшовиків в Микитівці, по них був відкритий вогонь з кулеметів. Зустрівши запеклий опір на укріплених позиціях в Микитівці, козаки обійшли її і почали займати Горлівку. В цей час, з метою перешкоджання козакам, які збирались зайняти Горлівку, більшовики відкрили вогонь по місту з артилерії. Сікевич наказав відкрити вогонь з гармат по артилерійських позиціях більшовиків у Микитівці. Придушивши артилерію, частини Армії УНР зайняли Микитівку.
Бій ще тривав на Ртутному заводі, захисники якого не здавалися. Сікевич вислав туди підкріплення дорошенківців і за короткий час ворог вивісив білий прапор.
26 квітня, отримавши підкріплення, червоноармійці за підтримки артилерії почали наступати на позиції української армії, яка перебувала на станції Микитівка. Група Сікевича разом з німцями контратакувала противника. Після тригодинного бою червоноармійці відступили, козаки захопили багато вагонів з майном артилерії і кулеметами.
27 квітня 6-та сотня Дорошенківського полку, яка перебувала на правому крилі німецьких частин, відбила атаку червоноармійців, які глибоко обійшли це крило. На чолі з сотником Коваленко вони розбили більшовиків, при цьому 26 вояків противника було вбито, 9 — взято в полон, захоплено багато кулеметів. Переслідуючи противника, козаки увірвалися в Горлівку і захопили потяги, які були готові до від'їзду.

## Сили противників
Армії УНР в Горлівці протистояла 3-тя РСЧА під командуванням Чекваная. Також, в районі Горлівки сили більшовиків загалом складалися з озброєних робітників, які з огляду на ліквідацію  підприємств були змушені записуватись до Червоної армії. Але серед них були і козачі відділи.

## Втрати
В околиці Горловки була вирита братська могила де всіх і загиблих в бою козаків поховали. Втрати 25 квітня .
німці
- 16 убитих
- 49 поранених
- при визволенні міста від більшовиків в квітні 1918 року загинув уродженець Сілезії 1886 року народження Йозеф Лангер.[7]

1-й Запорізький імені гетьмана Петра Дорошенка піхотний полк (командир — полковник А. Загродський)
- Вбито 2 старшини, і 5 козаків.
- Поранено 3 старшини, 9 козаків.

3-й Гайдамацький піхотний полк (полковник В. Сікевич, потім сотник О. Волох)
- Убитий 1 старшина, 9 козаків.
- Поранено 22

3-й Запорізький імені гетьмана Богдана Хмельницького піхотний полк (полковник А. Шаповал)
- Поранено 2

артилерія
- Вбито 2.
- Поранено 3.[8]

Втрати 26 квітня
- Вбито 1
- Поранено 12 з них 2 старшин.[9]

## Військові трофеї
- 11 гармат
- 22 кулемети
- 445 гвинтівки
- 49 обозних возів
- 1000 полонених

Захоплених німцями партизан відправили до Німеччини. На станції захоплено 1152 завантажених вагони з вугіллям і 1 млн пудів незавантаженого вугілля. Вагони відправили до Києва, німці собі забрали 500 вагонів антрациту.

## Відзначилися в бою
- Загродський, Олександр Олександрович — полковник.
- Ляхович Євген — хорунжий.
- Новиков -сотнік.
- Болотов- полковник.
- Сінкевич Леонід — кадет.
- Дунаєв
- Геращенко
- Єфименко, Буц, Черненко — козаки.
- Савельєв — сотник.
- Баєв — сотник.[8]